# Hercostomus nigripennis
Hercostomus nigripennis är en tvåvingeart som först beskrevs av Fallen 1823.  Hercostomus nigripennis ingår i släktet Hercostomus och familjen styltflugor. Arten är reproducerande i Sverige. Inga underarter finns listade i Catalogue of Life.